# Логунов, Виктор Алексеевич
Ви́ктор Алексе́евич Логуно́в (21 июля 1944, Москва — 10 октября 2022) —  советский и российский велогонщик, один из лучших советских гонщиков-спринтеров 60-х годов. Серебряный призёр летних Олимпийских игр в Токио (1964) в гонке на тандеме (с Имантом Бодниексом). Мастер спорта СССР международного класса.

## Спортивная карьера
В 1963—1966 годах был членом спортивных обществ «Трудовые резервы» и «Буревестник» (Москва), с 1967 года — в ЦСКА.
Вместе с рижским спортсменом Имантом Бодниексом стал серебряным призёром XVIII летних Олимпийских игр в гонке на тандеме.
Пятикратный чемпион СССР в 1966—1968 годах в гонке на тандеме, спринтерской гонке, гите на 1000 м с места. Установил мировой рекорд в гите на 500 м с ходу — 29.40 (1964).
Работал тренером Объединённой команды по треку на XXV летних Олимпийских играх в Барселоне.